# Darleen Carr
Darleen Carr (Chicago, 12 dicembre 1950) è un'attrice e doppiatrice statunitense.

## Biografia
È figlia dell'attrice Rita Oehmen e del compositore Brian Farnon e sorella delle attrici Charmian (Liesl nel film Tutti insieme appassionatamente) e Shannon.
Ha lavorato prevalentemente per la televisione partecipando a numerosi serial come La famiglia Smith, Tre nipoti e un maggiordomo, L'uomo di Atlantide e Le strade di San Francisco, in cui ha recitato nel ruolo di Jeannie, figlia di Mike Stone (Karl Malden), parte per la quale è più ricordata presso il grande pubblico. Nella stagione 1981-1982 ha recitato nel ruolo di Mary Lou Springer nella serie western Bret Maverick, accanto a James Garner.
Ha al suo attivo anche una lunga carriera come doppiatrice di cartoni animati e videogame. Nel 1976 fu candidata al Golden Globe per la miglior attrice non protagonista in una serie per la miniserie Militari di carriera.
Si è ritirata dall'attività nel 1999.

### Vita privata
Si è sposata tre volte: prima dal 1974 al 1977 con l'attore Jason Laskay; poi dal suo secondo marito ha avuto un figlio, Zevan, morto nel 1982 a soli 2 anni e mezzo per l'HIV; dopo il divorzio dal suo secondo marito, ha sposato nel 1992 l'attore Jameson Parker.

## Filmografia parziale

### Attrice

#### Cinema
- Gli anni impossibili (The Impossible Years), regia di Michael Gordon (1967)
- Scimmie, tornatevene a casa (Monkeys, Go Home!), regia di Andrew V. McLaglen (1967)
- Ultima notte a Cottonwood (Death of a Gunfighter), regia di Don Siegel (1969)
- La notte brava del soldato Jonathan (The Beguiled), regia di Don Siegel (1971)
- Piranha - La morte viene dall'acqua (Piranha), regia di Scott P. Levy (1995)

#### Televisione
- Il virginiano (The Virginian) – serie TV, episodio 8x05 (1969)
- Tre nipoti e un maggiordomo (Family Affair) – serie TV, episodio 4x03 (1969)
- La famiglia Smith (The Smith Family) – serie TV, 39 episodi (1971-1972)
- Orrore a 12000 metri (The Horror at 37,000 Feet), regia di David Lowell Rich – film TV (1973)
- Attentato al Trans American Express (Runaway!), regia di David Lowell Rich – film TV (1973)
- Le strade di San Francisco (The Streets of San Francisco) – serie TV, 12 episodi (1973-1977)
- Militari di carriera (Once an Eagle) – miniserie TV, 7 puntate (1976-1977)
- Fantasilandia (Fantasy Island) – serie TV, episodio 1x10 (1978)
- Miss Winslow e figlio (Miss Winslow and Son) – serie TV, 6 episodi (1979)
- Charlie's Angels – serie TV, episodio 5x14 (1981)
- Bret Maverick – serie TV, 18 episodi (1981-1982)
- Magnum, P.I. – serie TV, episodio 4x05  (1983)
- V - Visitors (V) – miniserie TV, 2 episodi (1983)
- La signora in giallo (Murder, She Wrote) – serie TV, episodio 2x04 (1985)
- Star Trek: Deep Space Nine – serie TV, episodio 2x13 (1994)

### Doppiatrice
- Il libro della giungla (1967)

## Doppiatrici italiane
- Roberta Paladini in La famiglia Smith
- Serena Verdirosi in La notte brava del soldato Jonathan

Da doppiatrice è sostituita da:
- Amalia De Rita in Il libro della giungla